# Пак, Ричард
Ричард Парк Ёнсу (англ. Richard Park, кор. 박용수 Пак Ёнъсу; 27 мая 1976, Сеул, Южная Корея) — профессиональный американский хоккеист. Амплуа — крайний нападающий.
На драфте НХЛ 1994 года выбран во 2 раунде под общим 50 номером командой «Питтсбург Пингвинз». 18 марта 1997 года обменян в «Анахайм Майти Дакс». 24 августа 1998 года как свободный агент подписал контракт с «Филадельфией Флайерз». 2 июня 2000 года как свободный агент подписал контракт с «Миннесотой Уайлд». 8 августа 2005 года как неограниченно свободный агент подписал контракт с «Ванкувер Кэнакс». 2 октября 2006 года как неограниченно свободный агент подписал контракт с «Нью-Йорк Айлендерс».
29 марта 2008 года Пак был назван лауреатом премии Боба Нистрома, которая ежегодно вручается игроку «островитян», «лучше всего демонстрирующего лидерство, старание и самоотдачу». Он также был альтернативным капитаном «Айлендерс» в сезоне 2008/2009.
9 сентября 2010 года Пак покинул НХЛ, подписав трехлетний контракт с хоккейным клубом «Женева-Серветт» из швейцарской национальной лиги.
8 сентября 2011 года Пак вернулся в НХЛ, подписав однолетний двусторонний контракт с «Питтсбург Пингвинз».
В августе 2012 года Пак подписал двухлетний контракт с «Амбри-Пиотта» из швейцарской национальной лиги, где завершил свою игровую карьеру.

## Статистика
```
                                            
                                            --- Regular Season ---  ---- Playoffs ----
Season   Team                        Lge    GP    G    A  Pts  PIM  GP   G   A Pts PIM
--------------------------------------------------------------------------------------
1992-93  Belleville Bulls            OHL    66   23   38   61   38   5   0   0   0  14
1993-94  Belleville Bulls            OHL    59   27   49   76   70  12   3   5   8  18
1994-95  Belleville Bulls            OHL    45   28   51   79   35  16   9  18  27  12
1994-95  Pittsburgh Penguins         NHL     1    0    1    1    2   3   0   0   0   2
1995-96  Belleville Bulls            OHL     6    7    6   13    2  14  18  12  30  10
1995-96  Pittsburgh Penguins         NHL    56    4    6   10   36   1   0   0   0   0
1996-97  Cleveland Lumberjacks       IHL    50   12   15   27   30  --  --  --  --  --
1996-97  Pittsburgh Penguins         NHL     1    0    0    0    0  --  --  --  --  --
1996-97  Anaheim Mighty Ducks        NHL    11    1    1    2   10  11   0   1   1   2
1997-98  Cincinnati Mighty Ducks     AHL    56   17   26   43   36  --  --  --  --  --
1997-98  Anaheim Mighty Ducks        NHL    15    0    2    2    8  --  --  --  --  --
1998-99  Philadelphia Phantoms       AHL    75   41   42   83   33  16   9   6  15   4
1998-99  Philadelphia Flyers         NHL     7    0    0    0    0  --  --  --  --  --
1999-00  Utah Grizzlies              IHL    82   28   32   60   36   5   1   0   1   0
2000-01  Cleveland Lumberjacks       IHL    75   27   21   48   29   4   0   2   2   4
2001-02  Houston Aeros               AHL    13    4   10   14    6  --  --  --  --  --
2001-02  Minnesota Wild              NHL    63   10   15   25   10  --  --  --  --  --
2002-03  Minnesota Wild              NHL    81   14   10   24   16  18   3   3   6   4
2003-04  Minnesota Wild              NHL    73   13   12   25   28  --  --  --  --  --
2004-05  Malmo IF                    SEL     9    1    3    4    4  --  --  --  --  --
2004-05  Langnau                     Swiss  10    3    0    3    8  --  --  --  --  --
2005-06  Vancouver Canucks           NHL    60    8   10   18   29  --  --  --  --  --
2006-07  New York Islanders          NHL    82   10   16   26   33   5   0   1   1   2
2007-08  New York Islanders          NHL    82   12   20   32   20  --  --  --  --  --
2008-09  New York Islanders          NHL    71   14   17   31   34  --  --  --  --  --
2009-10  New York Islanders          NHL    81    9   22   31   28  --  --  --  --  --
2010-11  Geneve Servette             Swiss  47   15   19   34   16
2011-12  Pittsburgh Penguins         NHL    54    7    7   14   12   2   0   1   1   2
2012-13  Ambri-Piotta                Swiss  48    9   22   31   18
2013-14  Ambri-Piotta                Swiss  41   12   17   29   22
--------------------------------------------------------------------------------------
         NHL Totals                        738  102  139  241  266  40   3   6   9  12

```